# Aspin Tower
De Aspin Tower, eerder bekend als de Ahmed Khoory Tower en Shaikh Ahmed Bin Maktoum Bin Juma Al Maktoum Tower is een wolkenkrabber in Dubai, Verenigde Arabische Emiraten. Het door Eng. Adnan Saffarini ontworpen gebouw werd in 2013 voltooid. Het heeft 1 ondergrondse en 60 bovengrondse etages, waarvan 8 voor parkeren (ruim 750 parkeerplaatsen) en 52 met kantoren. Op de begane grond zijn winkels en horecavoorzieningen.